# Theatre of Hate

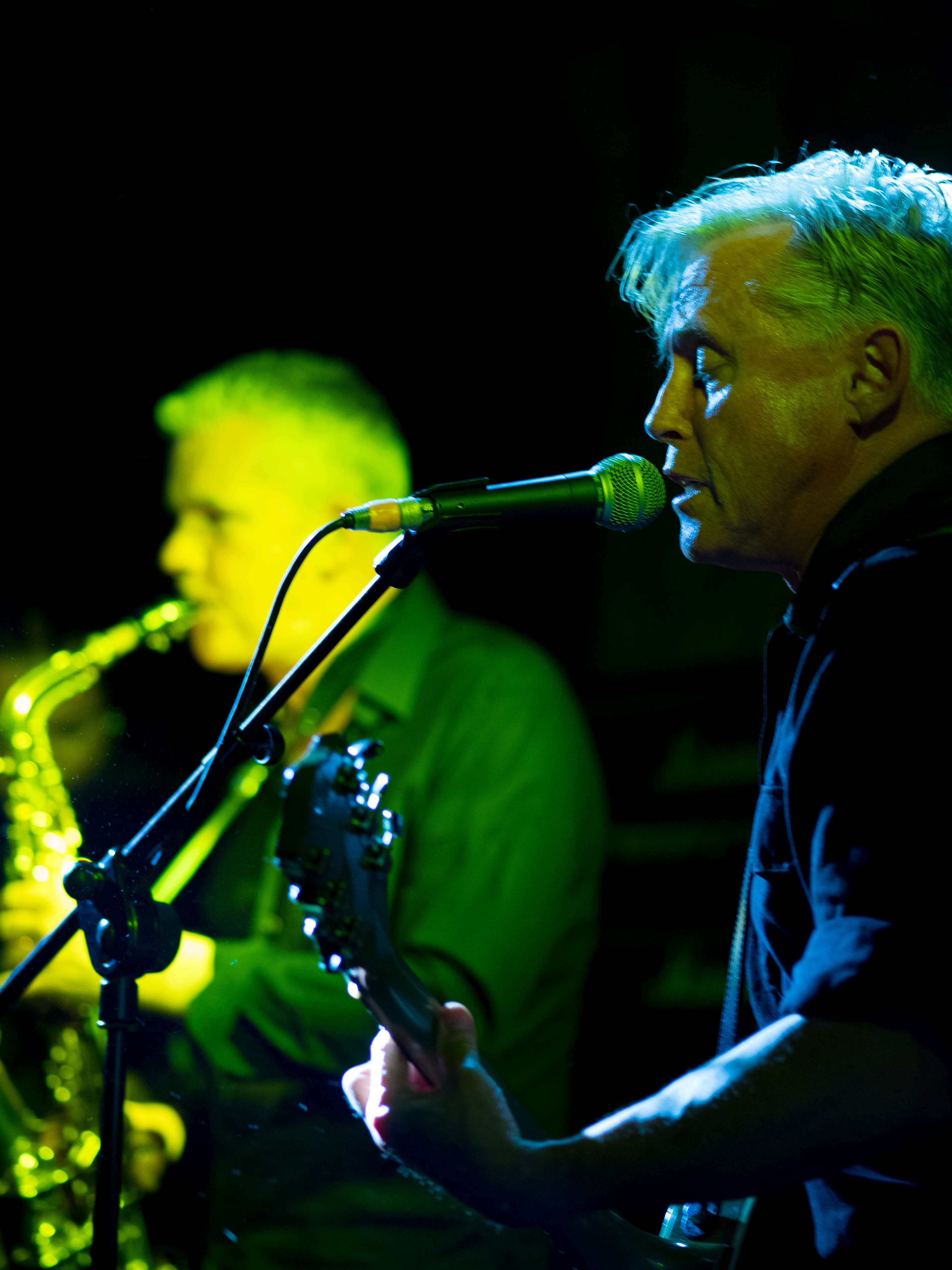
Theatre of Hate (2015)

Theatre of Hate was een Britse new wave- of postpunkgroep. De groep werd in 1980 opgericht door Kirk Brandon, zanger, gitarist en componist. In 1982 werd Theatre of Hate omgevormd tot Spear of Destiny.

## The Pack
Theatre of Hate ontstond uit The Pack, een punkband die in 1978 werd opgericht door Kirk Brandon en die in 1979 twee singles uitbracht. In 1980 werd The Pack omgevormd tot Theatre of Hate.

## Theatre of Hate
Theatre of Hate begon in volgende samenstelling:
- Kirk Brandon, zang en gitaar
- Stan Stammers, bas
- Luke Rendle, drums - in 1981 vervangen door Nigel Preston
- Steve Guthrie, gitaar - in 1981 vervangen door Billy Duffy
- John 'Boy' Lennard, sax.

In november 1980 verscheen de eerste single Original Sin. In Groot-Brittannië behaalde de groep verschillende top 20-noteringen in de Indie-top.
Theatre of Hate had vooral een sterke live-reputatie. De groep bracht dan ook verschillende live-albums uit. Begin 1982 verscheen het enige studio-album, Westworld, met daarop de single Do you believe in the Westworld, die ook in Nederland en België voor bekendheid zorgde. De groep trad onder andere op in Tivoli's NV-huis. Het belang van de groep werd onder meer geïllustreerd door drie Peel-sessions die ze gaven: december 1980, augustus 1981 en februari 1982.
Eind 1982 splitste de groep. Nadien werden nog enkele studio-albums uitgebracht met materiaal dat reeds was opgenomen. In april 2007 was er terug een korte tour van Theatre of Hate ter herdenking van 25 jaar Westworld.
Sinds 2012 treedt Theatre of Hate weer jaarlijks een aantal keer op, met naast Kirk Brandon ook Stan Stammers en John 'Boy' Lennard terug in de groep.

## Spear of Destiny
Kirk Brandon en Stan Stammers richtten nog eind 1982 de groep Spear of Destiny op. Hun eerste album, Grapes of Wrath, wordt nog meer als een Theatre of Hate album beschouwd omdat het materiaal al grotendeels klaar lag tijdens het bestaan van deze groep. Onder meer de typische sax was er nog prominent aanwezig. Later veranderde de stijl van Spear of Destiny enigszins. Stammers verliet de groep in 1986, maar Spear of Destiny bestaat nog steeds.

## Discografie

### Albums

#### Studio
- Westworld (1982)
- Ten Years After (1993) (bevat verschillende nummers van het eerste album van Spear of Destiny)
- Aria of the Devil (1998)

#### Live
- He Who Dares Wins (1981)
- Live At The Lyceum (1981)
- He Who Dares Wins: Live In Berlin (1982)
- Original Sin Live (1982, uitgebracht in 1985)
- Love is a Ghost (live 14/6/1981) (uitgebracht in 2000)

#### Compilaties
- Revolution (1984)
- The Complete Singles Collection (1995)
- Theatre of Hate Act 1 (1998) (combinatie van Revolution en Live in Sweden)
- Theatre of Hate Act 2 (1998) (combinatie van Ten years After en He Who Dares Wins)
- Theatre of Hate Act 3 (1998) (combinatie van Retribution en Bingley Hall)
- Theatre of Hate Act 4 (1998) (combinatie van The Sessions en Live at the Astoria)
- Theatre of Hate Act 5 (1998) (combinatie van The Singles en He Who Dares Wins)
- The Best of Theatre of Hate (2000)

### Singles
| Titel                                           | Uitgebracht      |
| ----------------------------------------------- | ---------------- |
| "Original Sin"/"Legion"                         | November 1980    |
| "Rebel Without A Brain"/"My Own Invention"      | April 1981       |
| "Nero"/"Incinerator"                            | Juli 1981        |
| "Do You Believe In The West World"/"Propaganda" | Januari 1982     |
| "The Hop"/"Conquistador"                        | Mei 1982         |
| "Eastworld"/"Assegai"                           | November 1982    |
| "Americanos"                                    | niet uitgebracht |

### Websites
- Website van Kirk Brandon, Spear of Destiny en Theatre of Hate
- Website van Stan Stammers

### Muziek van Theatre of Hate
- Do you believe in the Westworld
- The Hop
- Legion
- Original Sin
- Anniversary